# NGC 2141
NGC 2141 é um aglomerado aberto na direção da constelação de Orion. O objeto foi descoberto pelo astrônomo Edward Barnard. Devido a sua moderada magnitude aparente (+9,4), é visível apenas com telescópios amadores ou com equipamentos superiores. 